# LJN
LJN 토이즈 주식회사(영어: LJN Toys, Ltd.)는 미국의 장난감 제조및 판매회사이자, 비디오 게임회사이다.

## 역사

### 창립 초기
1970년에 잭 프리드먼이 설립을 하였다. 그는 회사 주인으로 오르기 전까지는 1960년의 당시 영업대표 이름이 노르만 루이스(영어: Norman J. Lewis)라는 사람 이름을 역순으로 루이스 노먼(영어: Lewis J. Norman)으로 바꾸어 따내면서 설립한 것으로 알려졌다. 그러나 설립 초기에는 사명을 극적으로 바꾸는 제안의 부담감과 동시에 중국 기업이 지분 전체를 인수하는 일이 생겼다.

#### MCA 엔터테인먼트
미국의 한 미디어 기업이던 MCA는 회사를 활발하게 인수를 하던 도중에, MCA은 1972년에 LJN을 인수하게 되었다. 사명도, MCA 엔터테인먼트(영어: MCA entertainment)로 바꾸었고, 이 회사의 비디오 게임 사업에 시작이었던 것이었다. 비록, MCA에 의해 비디오 게임 사업이 시작되었으나, 아타리와의 공동 벤처 사업으로 바뀌면서, 많은 MCA의 지적 재산권이 전용 프렌차이즈 게임으로 맣이 만들어지면서 MCA의 위상은 높아졌다. 그리고 1988년에 LJN은 패씨 가족의 일가에서 세운 장난감 회사인 Al'es를 인수하였다. 그런데, 1989년에 LJN이 만들어진 장난감 중 MCA쪽의 장난감이 부정적인 판매 결과로 인해 그해 2분기때 MCA의 자산이 79.5%로 줄게되며 결국, MCA은 더 이상 손실을 막기 위해 또 다른 미디어 회사인 Acclaim쪽으로 매각하기로 결정하였다.

#### Acclaim 엔터테인먼트
Acclaim사는 MCA사의 미디어 부분을 그대로 추구하고, 이 회사의 장난감 사업을 철수시키면서, LJN은 비디오 게임사업에 집중하는 역할을 하게 되었다. 그러나 8세대 게임 시대가 오면서 그 중 닌텐도는 게임 질적 관리 형태로써 자사의 콘솔에서 발매되는 타이틀 수를 줄이면서, 그 결과 Acclaim의 게임 부서의 역할을 한 LJN은 단독적인 게임기를 만들지 못하였다. 이는 몇몇 회사들과는 달리 LJN는 Acclaim사의 압박이강했기 때문이다. 더욱 심각해진 것은 1990년에 닌텐도가 Super NES 타이틀 사용을 중단을 선언했지만, 여전히 Acclaim는 LJN에서 이 게임 타이틀을 그대로 유지시켰다. 결국, LJN은 단독적으로 개발된 게임을 만들지 못하고 1994년에 세가 게임즈가 label사, FLying edge사, Arena Entertainment label사를 여러 회사를 합병하는 도중 Acclaim까지 합병하면서 LJN은 Acclaim의 브랜드명으로 남겨진채 몰락을 하게 된다.

## 제품 목록

### 장난감
- 롤 엔 락커(NES)
- LJN 비디오 아트

### 비디오 게임
- 백 투더 퓨쳐
- 터미네이터 2
- X맨
- 울버린
- 죠스
- WWF 킹 오브 더 링
- 에일리언 3
- 비틀주스
- WWF 시리즈
- 언밀리티드 스파이더맨

## 같이 보기
- THQ